# 산티아고 세구라
산티아고 세구라(Santiago Segura, 1965년 7월 17일~)는 스페인의 배우 및 영화 감독이다.

## 작품 목록
- 47미터